# Lenna (fotografia)
Lenna (lub Lena) – nazwa fotografii, używanej jako obraz testowy w kompresji obrazów.
Zdjęcie przedstawia kobietę stojącą przed lustrem w kapeluszu z piórkiem i odsłoniętym ramieniem. Oryginalna wersja zdjęcia była kolorowa (czerwone, niebieskie i zielone pola), parametry: szerokość 512 pikseli, wysokość 512 pikseli, 8 bitów na piksel. Pierwotnie wersja czarno-biała została uzyskana z oryginału na dwa sposoby:
- pola zielone zostały użyte jako obraz czarno-biały
- dokonano transformacji z RGB na YUV i zachowano składnik Y

Zdjęcie zawdzięcza popularność przede wszystkim walorom technicznym: duża liczba szczegółów, bogactwo kolorów i odcieni, obraz na pierwszym planie jest ostry, a w tle – rozmyty. To sprawia, że zdjęcie nadaje się do testowania filtrów i algorytmów kompresji obrazów.

## Historia zdjęcia
Do pewnego momentu niewiele osób zdawało sobie sprawę z pochodzenia zdjęcia. Po raz pierwszy zostało ono użyte w cyfrowym przetwarzaniu obrazów przez Alexandra Sawchuka. Około czerwca–lipca 1973 roku, kiedy pracował jako profesor w USC Signal and Image Processing Institute, usilnie poszukiwał dla swojego kolegi zdjęcia, które miało zostać użyte podczas jednej z konferencji naukowych, poświęconej cyfrowej obróbce obrazów. Razem z innymi pracownikami instytutu przekopywali sterty zdjęć, kiedy do pokoju wszedł ktoś z numerem magazynu Playboy. Zdjęcie z rozkładówki idealnie nadawało się do prezentacji. Skaner Muirhead, który posłużył do zeskanowania zdjęcia, potrafił pracować jedynie w stałej rozdzielczości 100 linii na cal, a Sawchuk potrzebował zdjęcia o rozmiarach 512 × 512 pikseli, dlatego wraz z kolegami oderwał górne 5,12 cala, obcinając zdjęcie nagiej kobiety do wysokości ramion.
Zdjęcie z rozkładówki numeru z listopada 1972 przedstawiało szwedzką modelkę Lenę Sjööblom (później Söderberg). Nie zdawała sobie sprawy z popularności, jaką zdobyło jej zdjęcie, do 1988 roku, kiedy odnaleźli ją dziennikarze ze szwedzkiego czasopisma komputerowego.
Ze światem komputerów Lena po raz drugi zetknęła się w 1997 roku, kiedy zgodziła się wziąć udział w obchodach pięćdziesięciolecia The Society for Imaging Science and Technology. Do tamtej chwili nie korzystała z internetu.
Lena Söderberg mieszka niedaleko Sztokholmu, ma męża i trójkę dzieci. Pracuje dla agencji rządowej zajmującej się nadzorowaniem zatrudniania osób z niepełnosprawnościami. Magazyn WiredNews ogłosił ją „pierwszą damą internetu”.
Magazyn Playboy, kiedy zorientował się, że nastąpiło naruszenie praw autorskich do zdjęcia, próbował zakazać używania go bezprawnie, jednak kiedy okazało się to niemożliwe, postanowiono wykorzystać popularność zdjęcia i jednocześnie zignorować jego rozpowszechnianie. Numer z listopada 1972 był najlepiej sprzedającym się numerem w historii magazynu – sprzedano 7 161 561 egzemplarzy.